# 鳥居如昌
鳥居 如昌（生没年不詳）とは、江戸時代の浮世絵師。

## 来歴
師系・経歴不明。『増訂浮世絵』によれば、「一人立の大美人で、両手を挙げ髪を梳る図」に「薩陽居士」と「鳥居如昌」という二つの印章があったと伝えるが、この絵については現在消息不明である。『増訂浮世絵』はこの絵が「享保元文頃の風俗を写したもの」で、「懐月堂風にも近いが、鳥居流に属するもの」としている。また「鳥居如昌」については、「昌信に関係ある人で、或は昌信の門人ではなからうか」と述べているが、『増訂浮世絵』が記す他には知られず、「如昌」という名もどう読むのか明らかではない。ただし「薩陽」とは薩摩国のことを指すので、薩摩国に関わりのある人物だったかと推測される。